# Адам В'єрцьох
Адам Анджей Верцьох  (пол. Adam Andrzej Wiercioch, 1 листопада 1980, Гливиці) — польський фехтувальник, олімпійський медаліст.

## Виступи на Олімпіадах
| Олімпіада  | Дисципліна      | Місце |
| ---------- | --------------- | ----- |
| Пекін 2008 | шпага, особисті | 36    |
| Пекін 2008 | шпага, командні | 2     |